# 鮑曼球場
鮑曼球場（英語：Historic Bowman Field）是位於美國賓州威廉波特（Williamsport, Pennsylvania, ZIP 17701）的一座小聯盟棒球場。它現是MLB選秀聯盟（MLB Draft League）威廉波特橫切隊（Williamsport Crosscutters）的主場，座位容量為2,366人。鮑曼球場建立於1926年，是美國小聯盟中歷史第二悠久的棒球場。

### 基本資訊
- 破土動工：1925年10月
- 啟用時間：1926年4月22日
- 場地名稱變遷：原名紀念公園棒球場（Memorial Field, 1926–1929），1929年改名為鮑曼球場Bowman Field，以表揚地方商人J. Walton Bowman的貢獻，2000年再正式加註為“Historic”以凸顯其歷史價值。

### 建造與設計特色
Bowman Field 最初耗資約75,000美元興建。
其場地原本的外野距離相當寬敞——左外野367呎、右外野400呎、中外野450呎。

### 棒球歷史豐富
從1926年Williamsport Grays（灰熊隊）作為創始成員開始，這座球場塞進了無數小聯盟球隊的故事。包括Tigers、A's、Mets、Tomahawks、Bills與重重更名歷程，直到現今的Crosscutters。

### MLS與現代歷程
- MLB Little League Classic：自2017年起，Bowman Field每年於小聯盟世界系列賽期間承辦MLB正式例行賽，吸引全國電視直播。
- 場地改造：2016年起進行大改造計畫，包括在一壘區增設觀眾平台「Logger’s Landing」、升級排水系統、移動牛棚與修繕座椅等，總計投資超過300萬美元。
- 命名權變更：曾經與Susquehanna Bank、BB&T簽約，更名為BB&T Ballpark；2021年後又與Muncy Bank and Trust合約，該銀行於2023年合併成Journey Bank，因此球場名稱現為Journey Bank Ballpark。

### 威廉斯波特學院棒球隊
Bowman Field也常被Pennsylvania College of Technology的Wildcats使用作為主場，設有完善的觀眾席、燈光、擊球籠、牛棚、記者室等設施。